# Александър Арабаджиев
Александър Стоянов Арабаджиев е български юрист, депутат и съдия в Съда на Европейския съюз.

## Биография
Роден е на 18 декември 1949 година в Горна Джумая, България. Средното си образование завършва в Пловдив. Завършва право в Софийския университет. Служи като съдия в Окръжния съд в Благоевград през 1975 – 1983 г., а след това и в Районния съд пак там в периода 1983 – 1986 г. От 1986 до 1991 г. е съдия във Върховния съд, а от 1991 до 2000 г. – в Конституционния съд. В периода 1997 – 1999 г. е член на Европейската комисия по правата на човека. Депутат от Коалиция за България в Народното събрание в периода 2001 – 2006 г.
На 12 януари 2007 г. е избран за съдия в Съда на Европейския съюз. Преизбран е за втори мандат през 2012 г. и за трети мандат през 2018 г. Избран е от колегите си за председател на състав на 9 октомври 2018 г.
Награден с орден „Стара планина“ първа степен (указ на президента на Република България от 18 декември 2009 г.)